# Václav Arpín z Dorndorfu
Václav Arpín (Arpinus) z Dorndorfu (10. léta 16. stol., Česká Kamenice – 1. února 1582, Žatec)  byl český humanista a pedagog, za luterány se účastnil jednání o České konfesi.
Vystudoval na wittenberské univerzitě. V první polovině 40. let 16. století začal působit jako rektor partikulární školy v Žatci a výrazně přispěl k jejímu rozvoji. Byl několikrát zvolen primasem města Žatce. Roku 1556 dosáhl nobilitace. Zemřel na mor.

## Zdroje
- Holá, M., Holý, M. a kol.: Profesoři pražské utrakvistické univerzity v pozdním středověku a raném novověku (1457/1458-1622). Praha, Academia, 2022, s. 265-266.
- Heslo v BSČZ Archivováno 3. 6. 2024 na Wayback Machine.